# Centro Administrativo Municipal de Itagüí
El Centro Administrativo Municipal de Itagüí (CAMI) es un conjunto urbanístico que realiza las funciones de casa consistorial  de la ciudad de Itagüí en la subregión Valle de Aburrá en el departamento de Antioquia en Colombia.
Es el centro de gobierno de la ciudad más segura y educada de Colombia. Se encuentra dividido en tres edificios: Administrativo, Legislativo y Judicial. Próximamente contara con un nuevo edificio.
Fue realizado entre los años 1991 y 1996, y se encargó de su construcción la empresa de diseño urbano y arquitectónico Castañeda Arquitectos S.A.S. Fue primer puesto en concurso público nacional y premio de arquitectura de Antioquia en 1998.
En él se encuentra el Despacho del Alcalde, las Secretarias de Despacho, el Concejo Municipal, la Contraloría Municipal, la Personería Municipal, la Fiscalía y los Juzgados. Se destaca la ubicación del Primer Centro de Atención Penal Integral (CAPI) de Colombia.
Este complejo urbano, en el que se encuentran las dependencias del gobierno municipal y sedes de organismos de entidades nacionales y departamentales, se realizó como muestra del crecimiento de la ciudad, una de las principales ciudades industriales de Colombia. Ocupa un área de 24 520 m² en el centro urbano de Itagüí, en el barrio Centro limitando con  el Parque Simón Bolívar y la Iglesia de Nuestra Señora del Rosario. Allí están todas las secretarías de gobierno y el concejo municipal.
En su trama urbana se ubican esculturas relevantes como "El Flautista" de Rodrigo Arenas Betancur o las damas, "La dama arpa", "La dama justicia" y "La dama flauta" de Salvador Arango. En muchas oficinas hay obras de Eladio Vélez y en los pasillos seis pinturas de Darío Rojas que hacen honor a los hijos de la tierra del Cacique Bitagüí. Entre las diferentes dependencias y servicios que alberga hay dos auditorios.